# Théophile Mbemba (archevêque)
Théophile Mbemba (1917 - 1971) est un prêtre catholique congolais, qui fut archevêque de Brazzaville, en république du Congo de 1964 à 1971.

## Biographie

### Jeunesse et formation
Théophile Mbemba est né dans le village de Mpiaka (Bivouavouala) près de Mfilou, le 6 mai 1917, dans une fratrie de 9 enfants, de Joseph Bounkazi, et de Marie Malounga. 
Il reçoit le baptême le 13 juin 1925 à la mission Saint Théophile de Kindamba.
En 1927, le jeune Théophile revient dans la région brazzaviloise, avec son aîné maître d’école, pour suivre les classes de l’école Jeanne d’Arc, attenante à la cathédrale du Sacré-Cœur de Brazzaville. Puis il demande à devenir prêtre. Il est admis au petit séminaire en 1930, en même temps que 9 autres promotionnaires, parmi lesquels seuls 2 sont parvenus au sacerdoce : lui et Fulbert Youlou.
En 1934, il se rend à Akono au Cameroun pour poursuivre ses études secondaires. De 1936 à 1945, il est à Libreville au Séminaire Saint–Jean pour les études théologiques qu’il parachève à Brazzaville.

### Prêtre

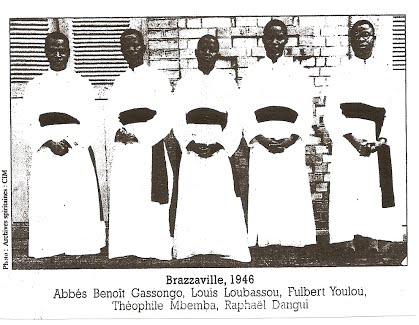
Brazzaville 1946: De gauche à droite: Ordination Abbés Benoit Gassongo, Louis Loubassou, Fulbert Youlou, Théophile Mbemba et Raphaël Dangui

Le 9 juin 1946, il est ordonné prêtre par Michel Bernard, vicaire apostolique de Brazzaville, en même temps que les abbés Fulbert Youlou, Louis Loubassou, Benoît Gassongo et Raphaël Dangui.
De 1948 à 1949, il est professeur au Petit séminaire de Mbamou. Ensuite, de 1947 à 1949, il est vicaire à Saint Joseph de Linzolo, puis à la mission de Voka où il demeure jusqu’en 1956.
En 1956, Monseigneur Michel Bernard lui confie la charge de curé de la principale paroisse de Bacongo, Notre-Dame-du-Rosaire, aidé par deux missionnaires français, les pères Rameau et Le Badezet. 
En 1958, il est nommé curé-doyen du territoire de la sous-préfecture de Brazzaville. En 1960, il est vicaire général, responsable de la Fraternité de l’union « Jésus Caritas » du diocèse de Brazzaville, qui regroupe un certain nombre de prêtres s’inspirant de la spiritualité de Charles de Foucauld.

### Évêque
Le 11 novembre 1961, le souverain pontife Jean XXIII, le nomme coadjuteur de Michel Bernard, archevêque de Brazzaville, avec le titre d’évêque de Tubia. C'est le premier évêque congolais.
Le 2 janvier 1962, Théophile Mbemba quitte sa paroisse Notre-Dame-du-Rosaire pour s'installer à la cathédrale.
Le 11 février 1962, le jour de la fête de Notre-Dame-de-Lourdes, dans l'enceinte du stade Félix Éboué, Théophile Mbemba reçoit la consécration épiscopale par Monseigneur Michel Bernard, assisté de Thomas Mongo, évêque de Douala et de Simon N'Zita Wa Ne Malanda (de), évêque de Matadi,.
Nommé archevêque de Brazzaville, le 23 juin 1964, il est intronisé le 7 février 1965, par Monseigneur Belloti, délégué apostolique.
Sa devise d’évêque est : Esto mater propitia .
Le 14 juin 1971, à l’aube, vers l’heure des messes matinales, Théophile Mbemba meurt dans la paix et la discrétion.